# Гаджі-Касумов Мустафа Махмуд огли
Мустафа Махмуд огли Гаджі-Касумов (Гаджікасімов) (1883, село Пойлу, тепер Ґазахського району, Азербайджан — 1969, Баку, тепер Азербайджан) — азербайджанський радянський діяч, лікар, завідувач акушеро-гінекологічної кафедри Азербайджанського державного медичного інституту, кандидат медичних наук (1935), професор (1938). Член Закавказького Центрального Виконавчого Комітету. Депутат Верховної ради Азербайджанської РСР. Депутат Верховної Ради СРСР 4-го скликання.

## Життєпис
Народився в заможній родині. У 1904 році закінчив Тифліську першу чоловічу гімназію.
У 1910 році закінчив медичний факультет Харківського університету. З 1910 по 1914 рік працював ординатором при університетській клініці в Харкові.
У 1914—1918 роках — старший ординатор у Харківському лазареті для поранених і хворих солдатів, головний лікар у військових госпіталях російської армії. Учасник Першої світової війни.
Наприкінці 1918 року повернувся до Азербайджану, працював лікарем (акушером-гінекологом) лікарні (у радянський час — імені Мешаді Азізбекова) в Баку.
У 1926 році був відряджений за кордон, протягом півтора року стажувався у кращих європейських клініках.
Після повернення до Баку Гаджі-Касумов організував Азербайджанський акушерський технікум, став його директором. Також одинадцять років працював головним лікарем лікарні імені Мешаді Азізбекова в Баку.
З 1938 року — професор, завідувач кафедри акушерства і гінекології Азербайджанського державного медичного інституту.
У 1952—1956 роках — головний акушер-гінеколог Азербайджанської РСР. Автор понад 60-ти наукових праць.
Подальша доля невідома.

## Нагороди та відзнаки
- орден Леніна (1946)
- медалі
- Почесна грамота Азербайджанського Центрального Виконавчого Комітету
- Почесна грамота Верховної ради Азербайджанської РСР
- Заслужений лікар Азербайджанської РСР (1940)
- Заслужений діяч науки Азербайджанської РСР (1942)